# Thaumaleidae
Thaumaleidae Bezzi, 1913, è una piccola famiglia di insetti dell'ordine dei ditteri (Nematocera: Culicomorpha).

## Descrizione
Gli adulti sono piccoli moscerini simili ai Simulidi, con corpo tozzo e lungo 2-7 mm, di colore variabile dal giallo al bruno scuro.
Il capo, privo di ocelli, è oloptico in entrambi i sessi e porta antenne brevi, composte da 14 articoli. Il torace è dorsalmente convesso, con mesonoto percorso, in genere, da strie longitudinali scure. Le zampe sono lunghe e sottili, le ali larghe, trasparenti, con aree membranose prive di maculature, setole e squame e setole presenti sul margine e su alcune delle nervature anteriori. L'addome è stretto e allungato.
La nervatura alare ha una conformazione caratteristica e marcatamente differente dagli altri Chironomoidei. La costa si estende fino all'apice dell'ala, in corrispondenza della confluenza di R4+5. La subcosta è piuttosto breve, decorre parallelamente e strettamente ravvicinata alla base della radio per poi deviare bruscamente e confluire sulla costa. La radio si suddivide complessivamente in quattro rami, di cui uno trasversale: la prima biforcazione forma il ramo anteriore (R1) e il settore radiale; quest'ultima si suddivide nei rami R2+3 e R4+5; il ramo R2+3, infine, si suddivide in R2 e R3. La conformazione dei rami posteriori della radio è un importante elemento di determinazione sistematica. In generale, R2 ha una posizione trasversa e confluisce su R1, mentre R3 subisce una caratteristica curvatura con convessità rivolta verso il margine costale e tende a convergere verso l'apice dell'ala, ravvicinandosi a R4+5.

Diagramma della nervatura alare. C: costa, Sc: subcosta; R: radio; M: media; Cu: cubito; A: anale; h: omerale; r-m: radio-mediale; m-cu: medio-cubitale.

La media ha un andamento approssimativamente rettilineo e resta indivisa fino al margine. La cubito si divide nei due rami CuA1 e CuA2; quest'ultimo ha la convessità rivo: la prima in corrispondenza della confluenza della medio-cubitale (m-cu), la seconda, con convessità rivolta verso il margine del lobo anale e riceve la confluenza di una breve vena incompleta (detta appendice da alcuni Autori) ritenuta il rudimento della prima anale priva di base.
Le nervature trasversali radio-mediale (r-m) e medio-cubitale (m-cu) connettono rispettivamente la base di R4+5 alla base di M1+2 e la base di M1+2 al primo ramo della cubito. In questo modo si formano due cellule basali chiuse, una anteriore, più lunga fra la radio e la media (prima cellula basale), e una posteriore, più breve, fra la media e la cubito (seconda cellula basale).

## Habitat e biologia
Gli adulti sono mediocri volatori e si rinvengono in prossimità dei siti natali stazionando, generalmente in luoghi ombrosi e freschi, sulla vegetazione lungo i corsi d'acqua.
Le larve, simili a quelle dei Chironomidi, sono provviste di due paia di stigmi, uno toracico e uno addominale (anfipneustiche), hanno uno pseudopodio protoracico, uncini caudali e tubi respiratori addominali. Sono acquatiche e vivono in sorgenti, cascate e torrenti; si posizionano sulle rocce investite da un sottile velo d'acqua corrente di spessore. Si alimentano a spese di diatomee e detriti organici. Come le larve dei Chironomidi si muovono con movimenti simili a quelli delle larve dei Geometridi (Lepidoptera), arcuando il corpo a V e poi distendendolo, usando gli uncini caudali per fissarsi al substrato.
L'habitat dei Thaumaleidae è tipico delle regioni temperate: questi insetti sono infatti sensibili all'insolazione e alle alte temperature. La biologia della famiglia è ancora poco conosciuta.

## Distribuzione
La famiglia ha in gran parte una distribuzione oloartica, ma circa 40 specie, facenti capo a 4 generi, sono rappresentate nelle regioni neotropicale, afrotropicale e australasiana. La distribuzione e la stretta correlazione filogenetica fra i Thaumaleidae dell'emisfero australe denotano l'antica origine di questa famiglia risalente ad un periodo che si colloca fra il Triassico e il Giurassico.
In Italia è segnalata la presenza 14 specie, di cui tre appartenenti rispettivamente ai generi Androposopa, Orphnephilina e Protothaumalea e le altre 11 al genere Thaumalea. Fra le specie del genere Thaumalea sono compresi ben cinque endemismi, di cui due sardi, uno siciliano, uno settentrionale e uno peninsulare.

## Sistematica
La famiglia comprende circa 130 specie ripartite fra 9 generi, di cui i più rappresentativi sono Thaumalea per le specie boreali e Austrothaumalea per quelle australi. Nei Thaumaleidae è compreso inoltre un genere comprendente la sola specie estinta Mesothaumalea fossilis, risalente ad un periodo compreso fra il Giurassico superiore e il Cretacico inferiore.